# Łobez (stacja kolejowa)
Łobez – stacja kolejowa w Łobzie, w województwie zachodniopomorskim, w Polsce. Według klasyfikacji PKP ma kategorię dworca lokalnego. Na przystanku zatrzymują się pociągi osobowe oraz pospieszne.

## Ruch pasażerski
| Rok  | Wymiana pasażerska na dobę |
| ---- | -------------------------- |
| 2017 | 500-699                    |
| 2022 | 500-799                    |

## Galeria

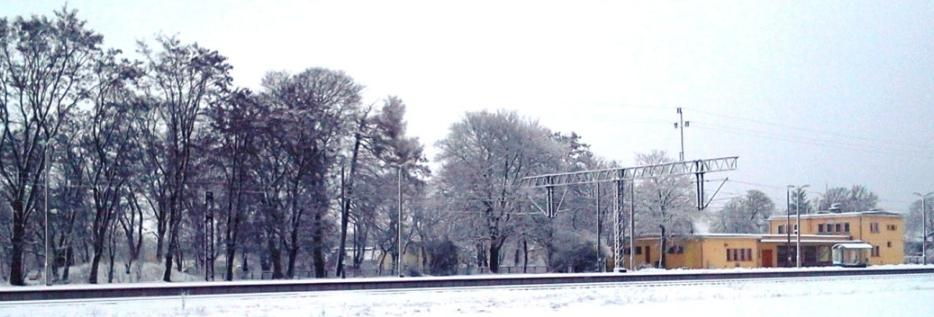
Panorama dworca kolejowego od strony torowiska.
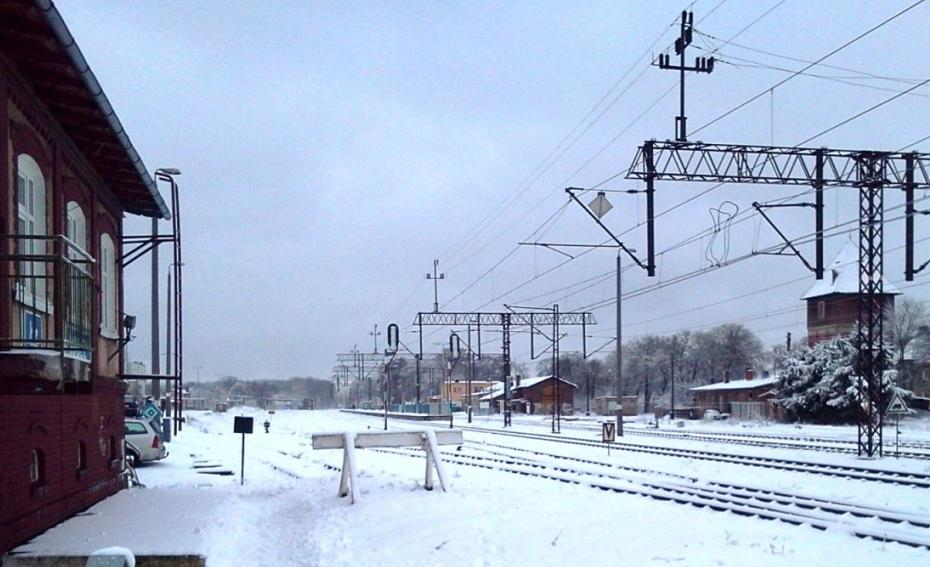
Panorama dworca od strony nastawni lewej (patrząc od dworca).
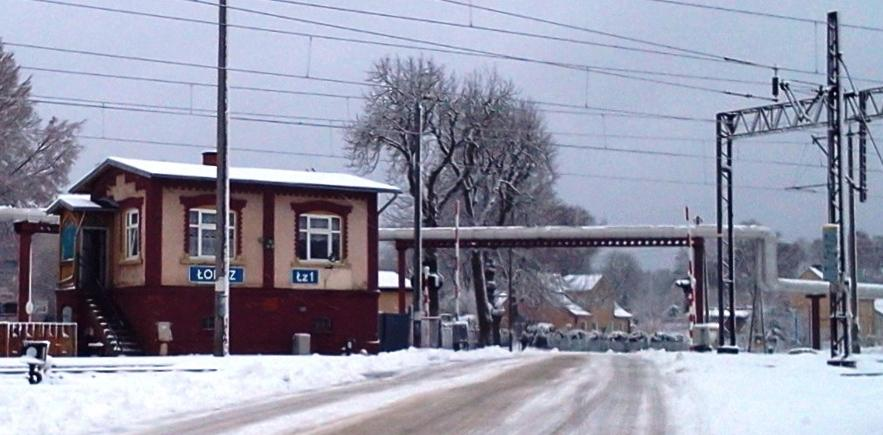
Nastawnia prawa z przejazdem kolejowo-drogowym (patrząc od dworca).
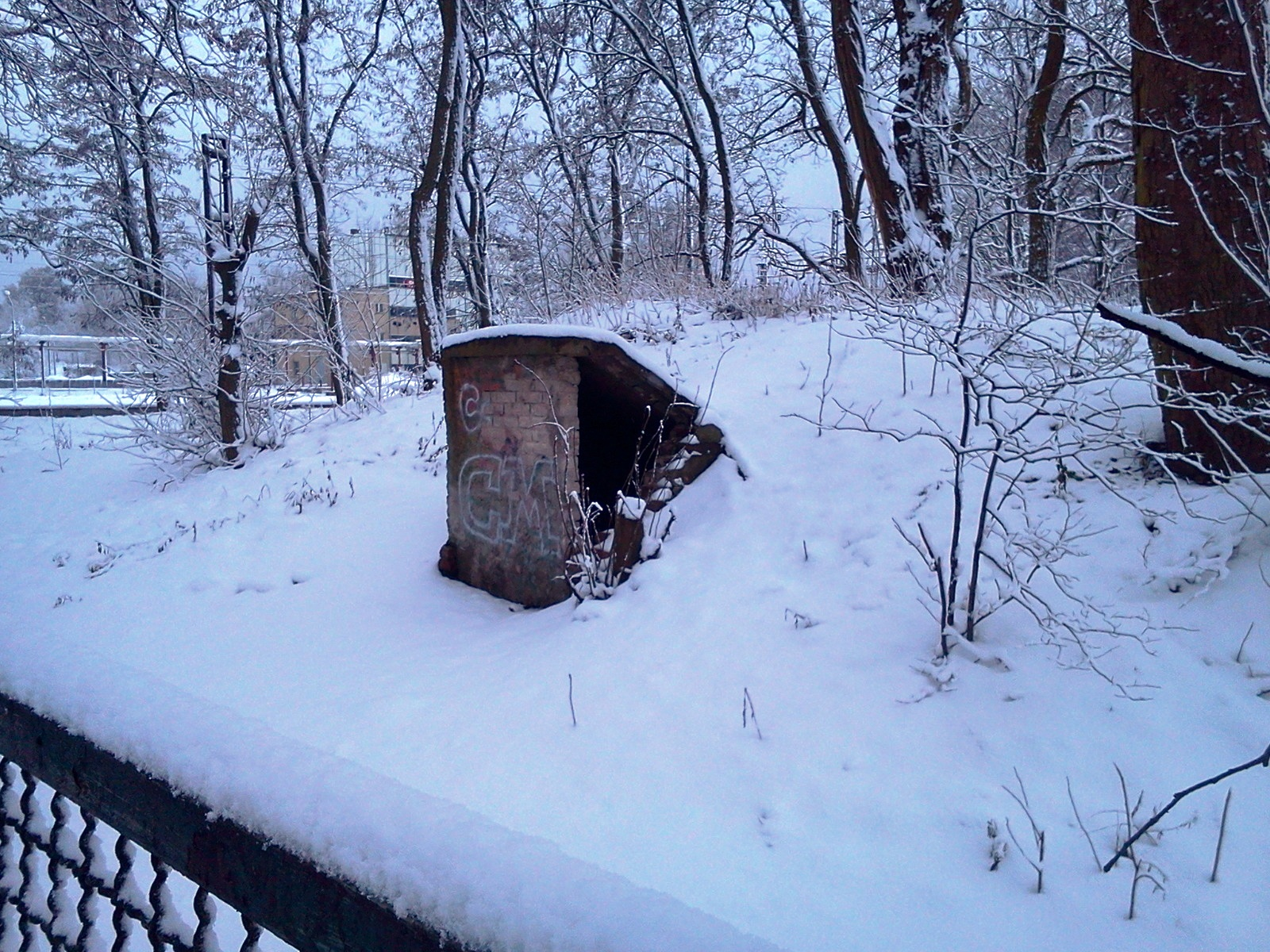
Schron obok dworca PKP.
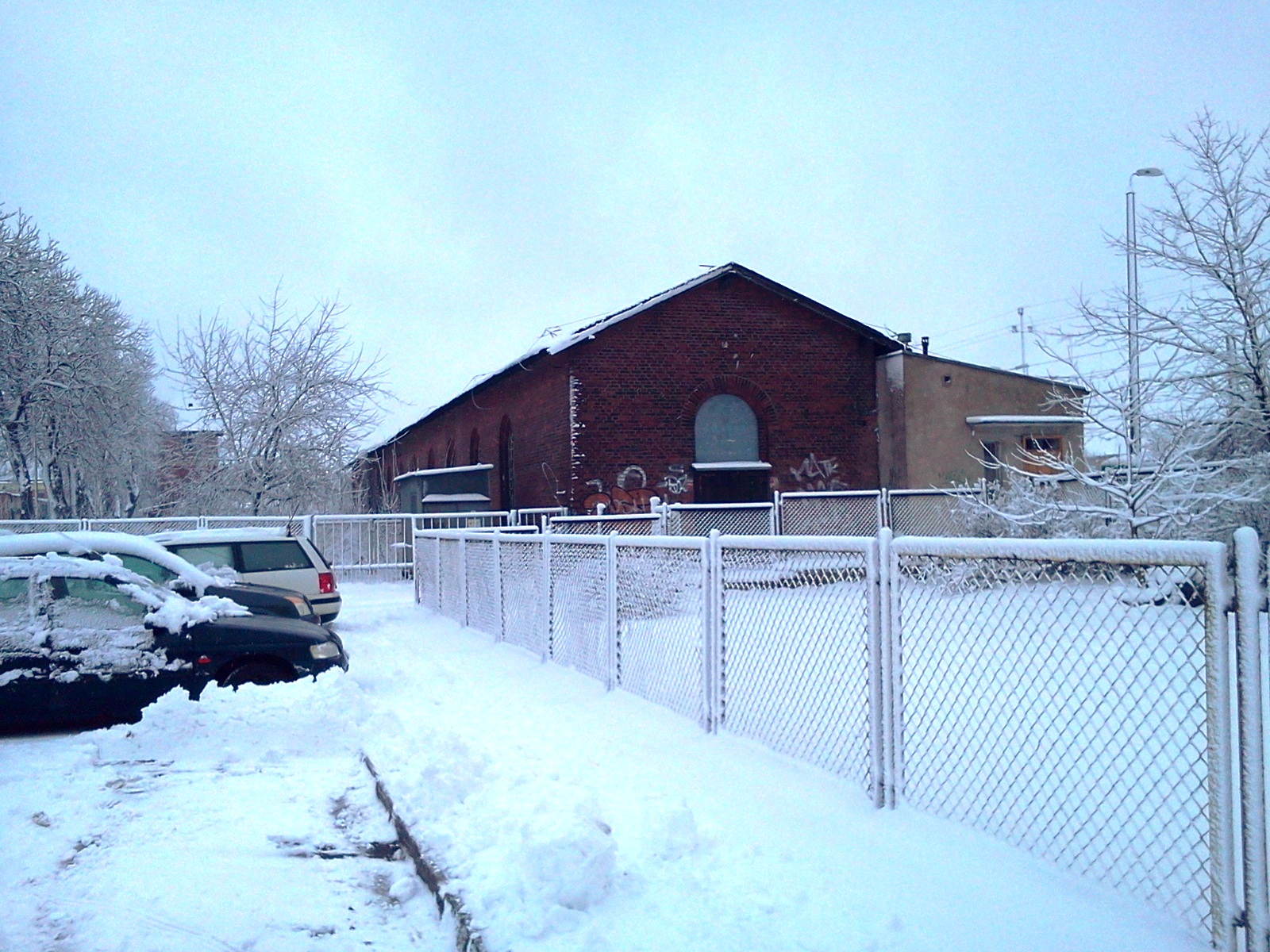
Zabytkowa zajezdnia kolejowa obok dworca PKP.
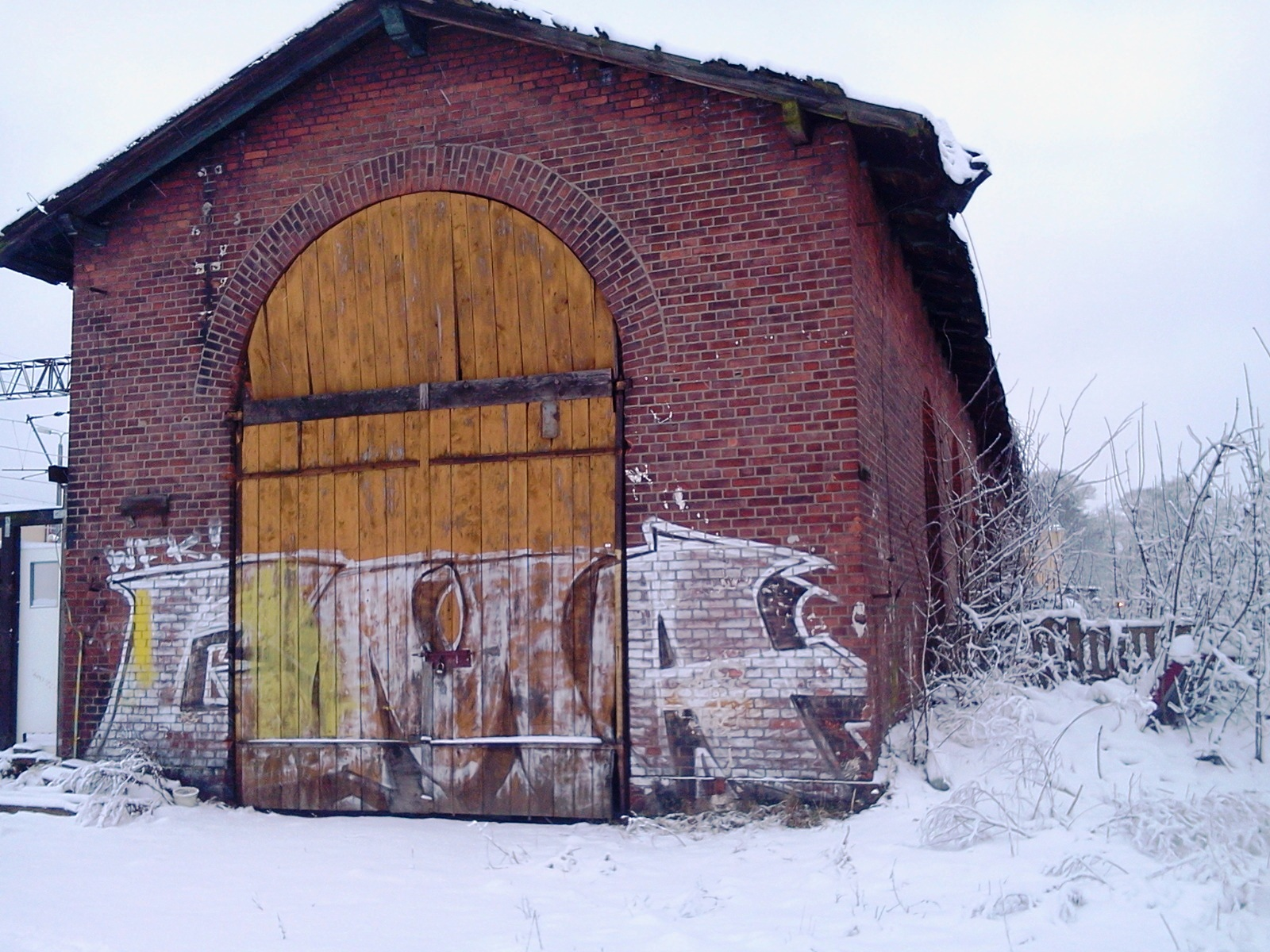
Zabytkowa zajezdnia kolejowa - widok od strony wjazdu.
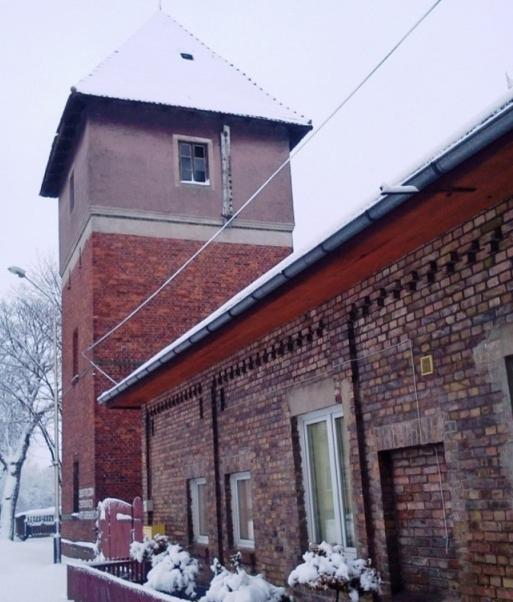
Zabytkowa wieża ciśnień - widok od strony torów.
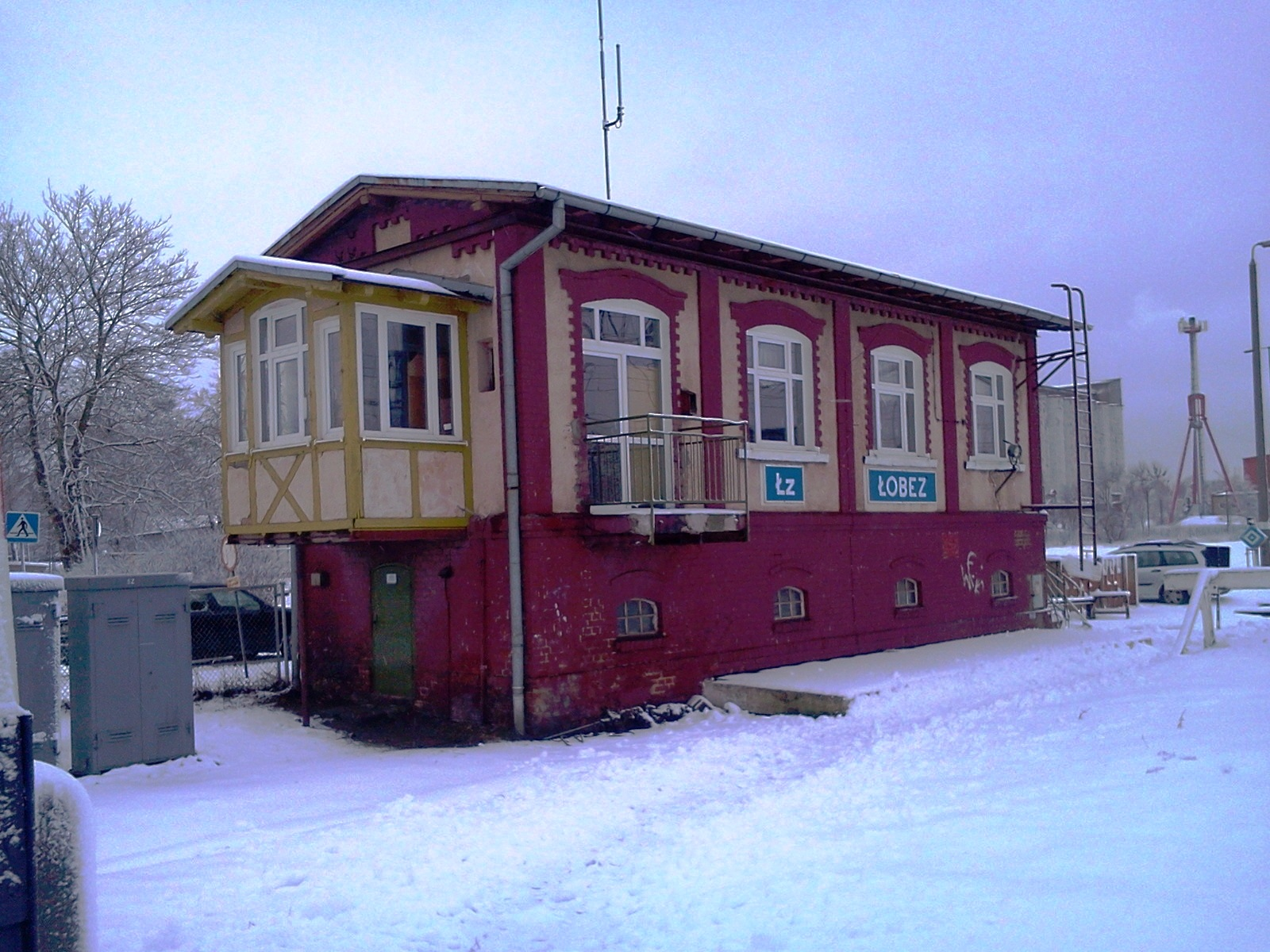
Nastawnia lewa (od strony dworca).
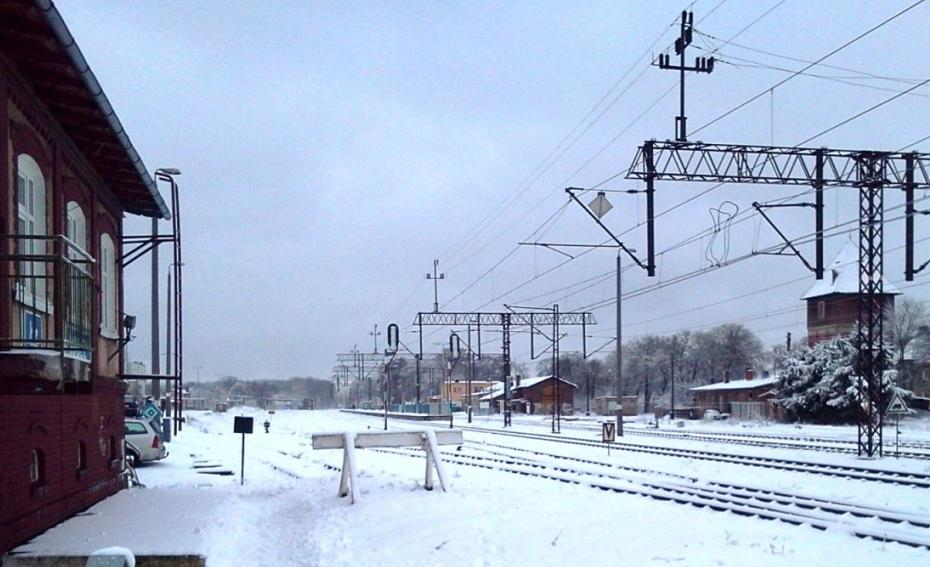
Panorama dworca - widok od strony nastawni lewej.
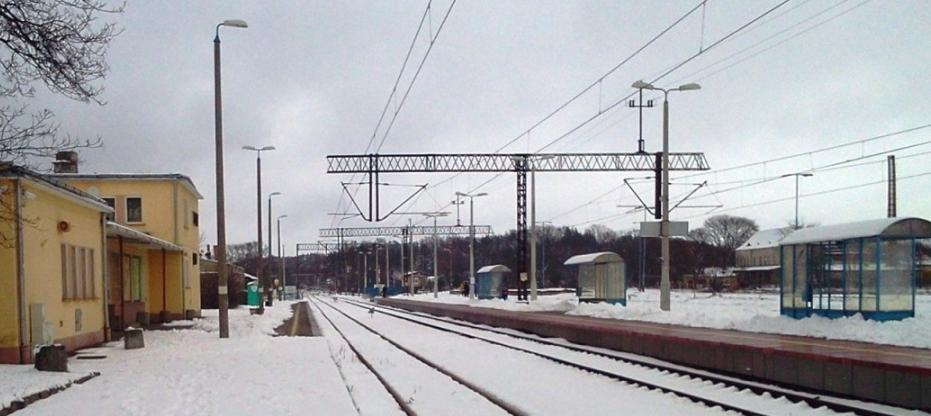
Dworzec PKP - widok od strony torów.
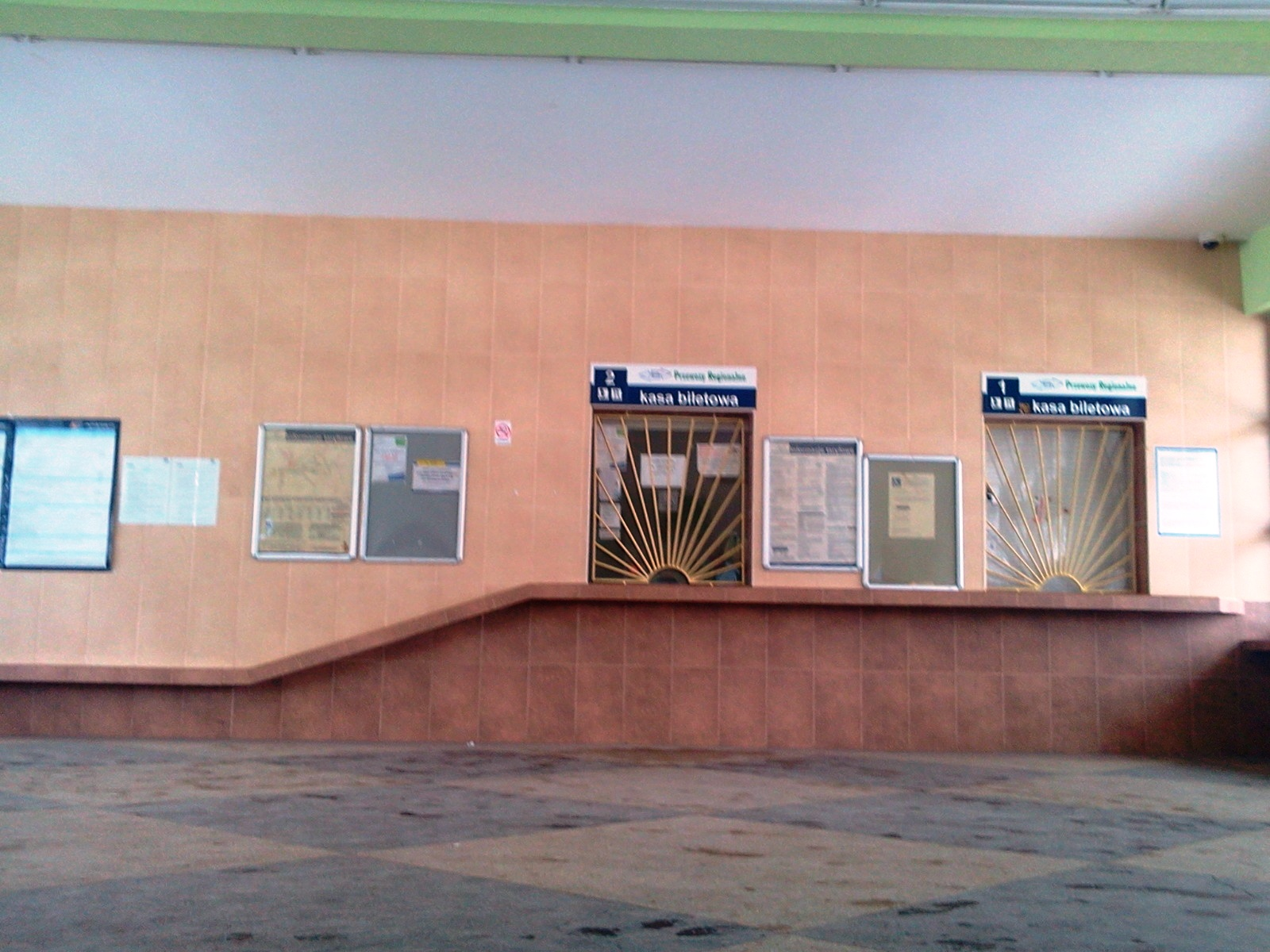
Kasy biletowe na dworcu PKP.
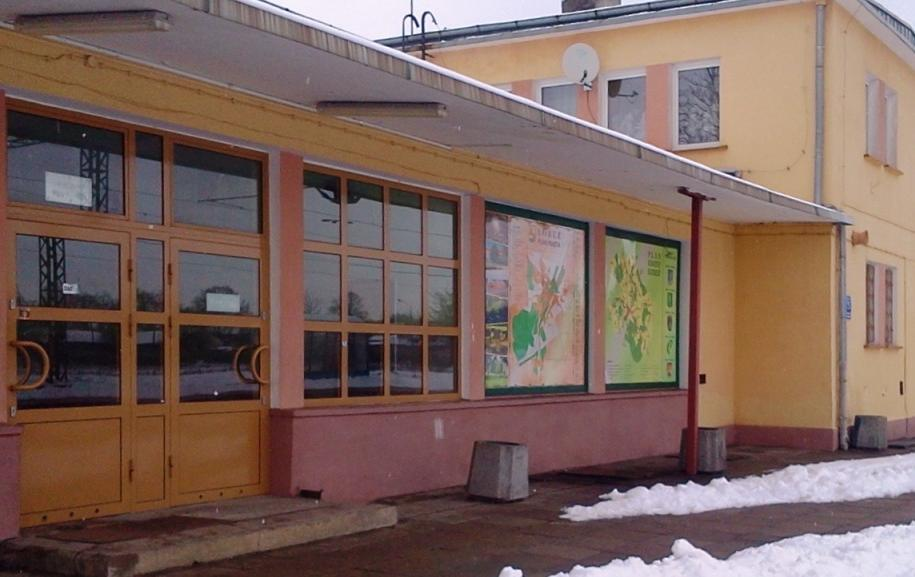
Tablice informacyjne - widok od strony torów.
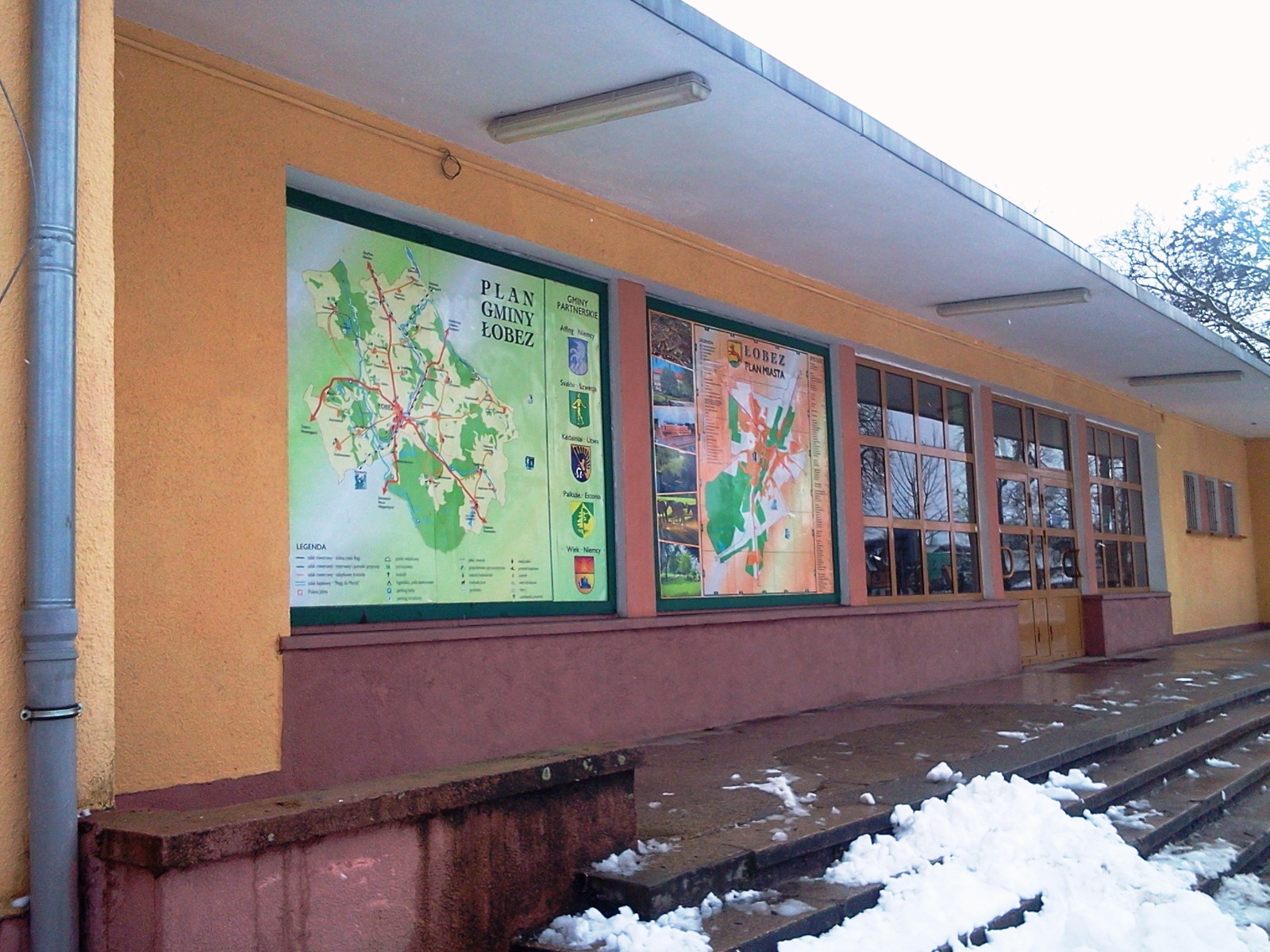
Tablice informacyjne - widok od strony ulicy.
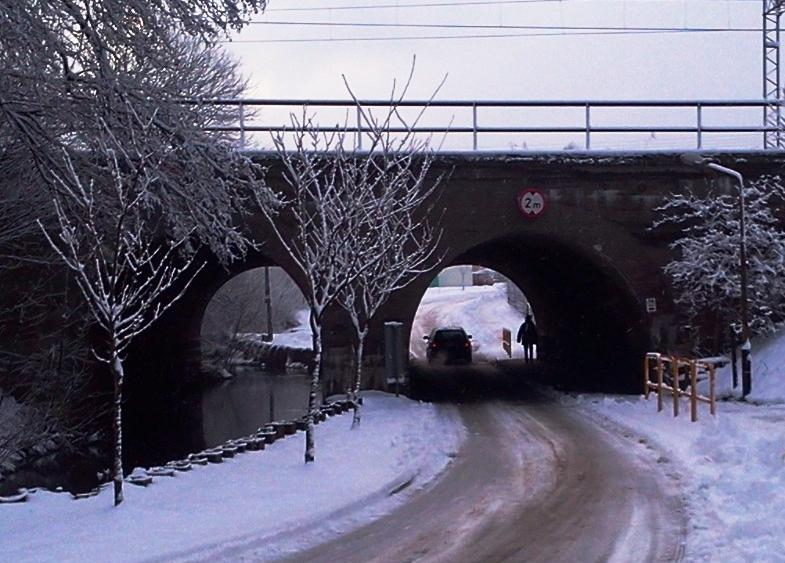
Podwójny (drogowo-rzeczny) tunel (przejazd) pod torami kolejowymi obok dworca PKP.
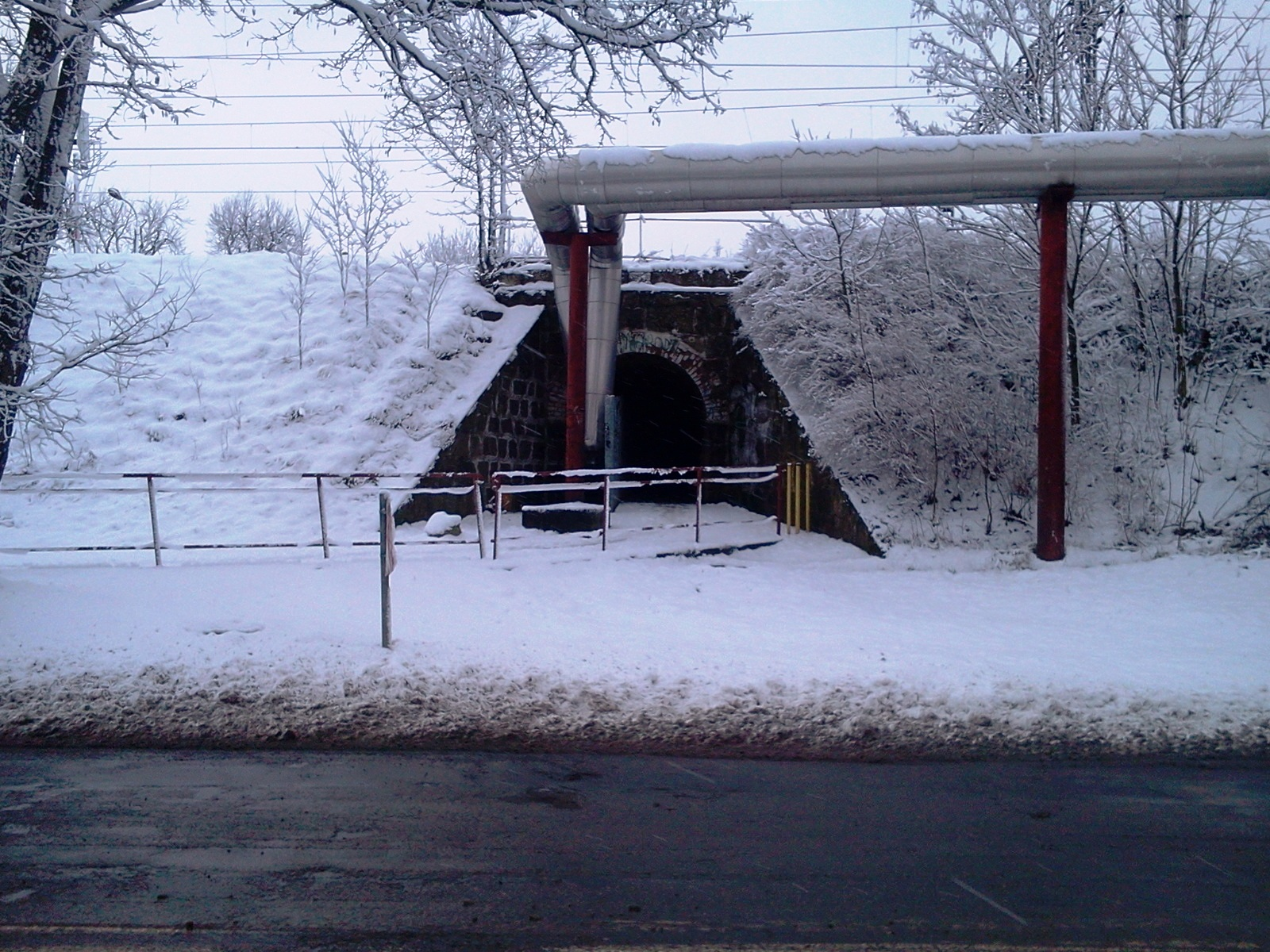
Tunel (przejście) dla pieszych pod torami kolejowymi obok dworca PKP.
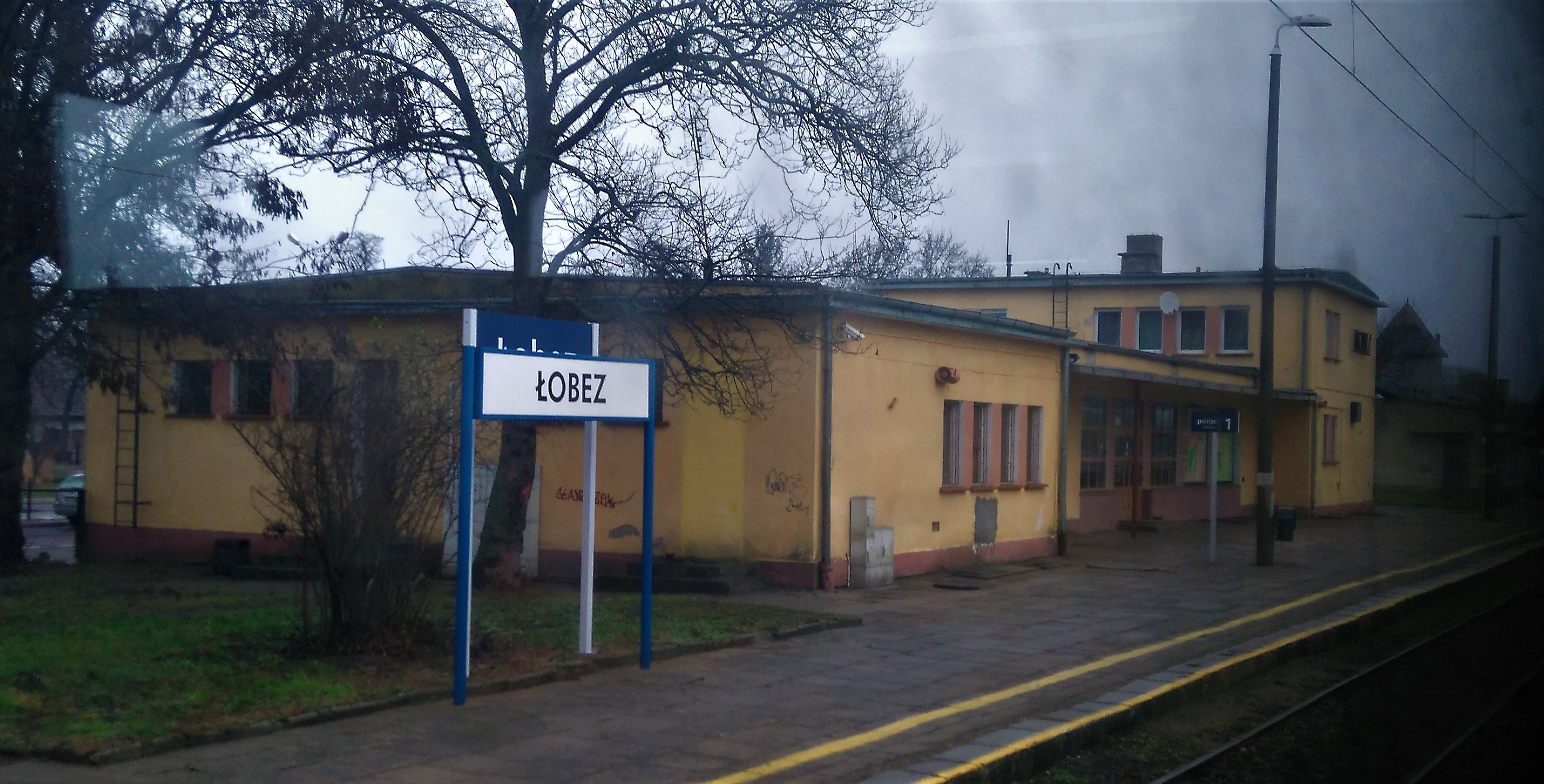
Budynek stacji PKP w Łobzie.

## Połączenia
- Białogard (REGIO, IC)
- Białystok (IC)
- Chociwel (REGIO, IC)
- Elbląg (IC)
- Ełk (IC)
- Gdańsk (IC)
- Gdynia (IC)
- Giżycko (IC)
- Kętrzyn (IC)
- Korsze (IC)
- Koszalin (REGIO, IC)
- Lębork (IC)
- Malbork (IC)
- Morąg (IC)
- Olsztyn (IC)
- Pasłęk (IC)
- Runowo Pomorskie (REGIO, IC)
- Sławno (REGIO, IC)
- Słupsk (REGIO, IC)
- Sopot (IC)
- Stargard (REGIO, IC)
- Szczecin (REGIO, IC)
- Świdwin (REGIO, IC)
- Tczew (IC)
- Wejherowo (IC)